# Бухенвальд
Бухенва́льд (нем. Buchenwald [ˈbuːxənvalt] — «буковый лес») — один из крупнейших концентрационных лагерей в Германии, располагавшийся рядом с Веймаром в Тюрингии. Несмотря на то, что официально Бухенвальд не имел статуса «лагеря смерти», уже с лета 1937 года там началось планомерное уничтожение людей. С июля 1937 по апрель 1945 года в лагере было заключено приблизительно 250 тысяч и убито приблизительно 56 тысяч человек (в том числе люди, умершие в результате недостатка еды и проведения бесчеловечных опытов над ними).
Заключённых эксплуатировали владельцы многих крупных промышленных фирм, чьи предприятия были расположены в районе Бухенвальда. В концлагерях Бухенвальд, Заксенхаузен, Нойенгамме, Равенсбрюк были созданы оружейные фабрики. Особенно много заключённых погибло в филиале Бухенвальда — Дора-Миттельбау, где в подземных цехах изготовлялось «оружие возмездия» «Фау-1» и «Фау-2». 11 апреля заключённые лагеря подняли успешное восстание, а 13 апреля 1945 года лагерь был освобождён американской армией. Количество жертв лагеря оценивается примерно в 56 000 узников.
11 апреля 1945 года, когда к Бухенвальду приблизились американские войска, в нём вспыхнуло восстание, в результате которого заключённые сумели перехватить контроль над лагерем у отступавших соединений СС. В память об этом событии был учреждён Международный день освобождения узников фашистских концлагерей.
После передачи территории Бухенвальда СССР в августе 1945 года в нём был организован спецлагерь № 2 НКВД для интернированных, служивший для интернирования нацистских военных преступников. Согласно советским архивным данным, до окончательной ликвидации лагеря в 1950 году в нём погибло более 7000 заключённых.
В 1958 году на территории лагеря был основан мемориальный комплекс «Бухенвальд».
Данные о преступлениях в Бухенвальде легли в основу романа Эриха Марии Ремарка «Искра жизни» о концлагере Меллерн (в 10 главе книги упоминается надпись на воротах в лагерь «Каждому своё»). Так же подлинные события положены в основу романа «Ринг за колючей проволокой (Герои Бухенвальда)» Георгия Свиридова. Также существует известная советская песня «Бухенвальдский набат».

## История
| Годы      | Всего  | ▼ Полит. заключ. | ▼ Бибель- форшер | ▼ Гомосек. муж. (§ 175) |
| --------- | ------ | ---------------- | ---------------- | ----------------------- |
| 1938      | 11 028 | 3982             | 476              | 27                      |
| 1939      | 11 807 | 4042             | 405              | 46                      |
| 1940      | 7440   | 2865             | 299              | 11                      |
| 1941      | 7911   | 3255             | 253              | 51                      |
| 1942      | 9571   | 5433             | 238              | 74                      |
| 1943      | 37 319 | 25 146           | 279              | 169                     |
| 1944      | 63 048 | 47 982           | 303              | 189                     |
| янв. 1945 | 80 297 | 53 372           | 302              | 194                     |
| фев. 1945 | 80 232 | 54 710           | 311              | 89                      |

Хронология событий:

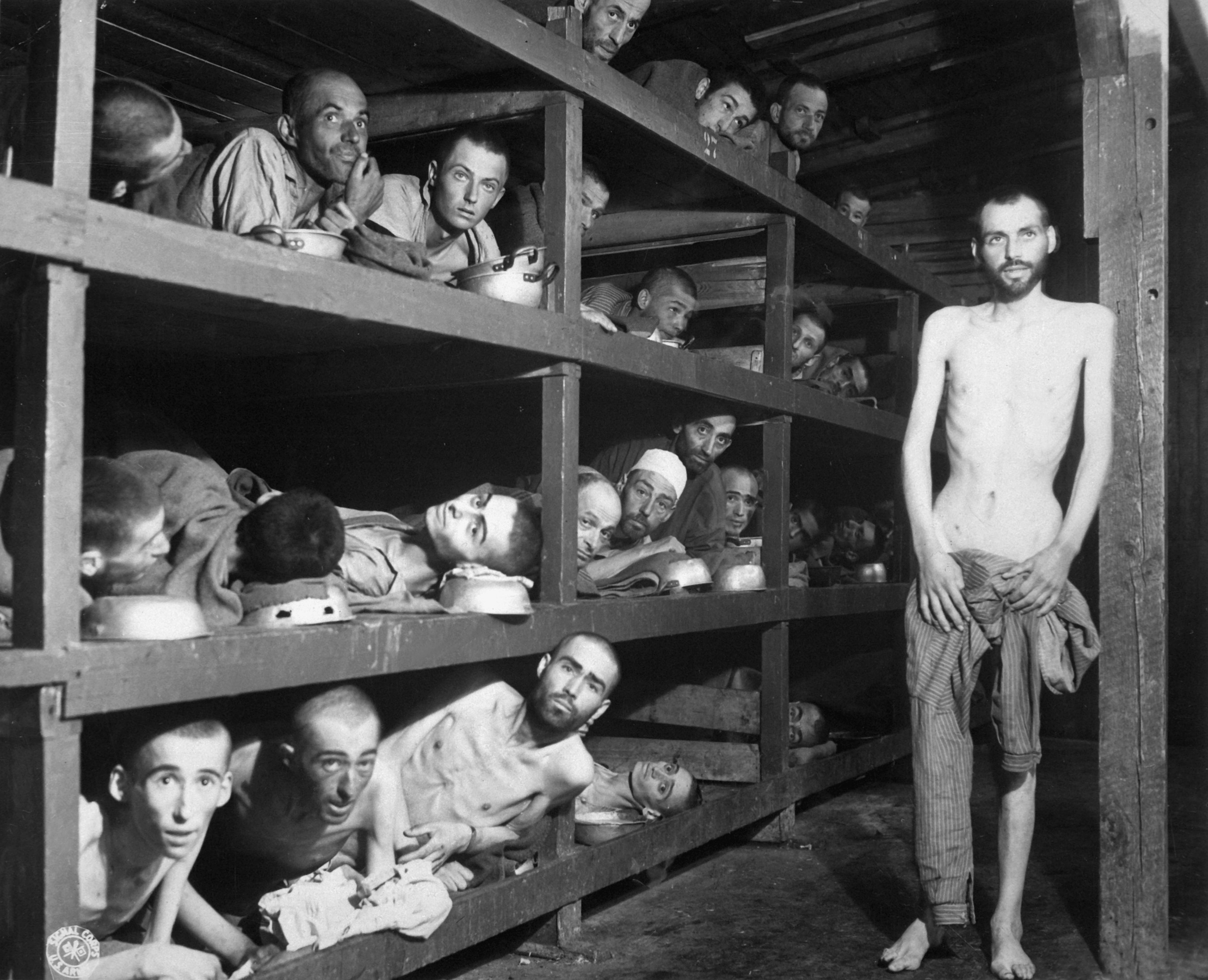
Освобождённые узники Бухенвальда, 16 апреля 1945 года

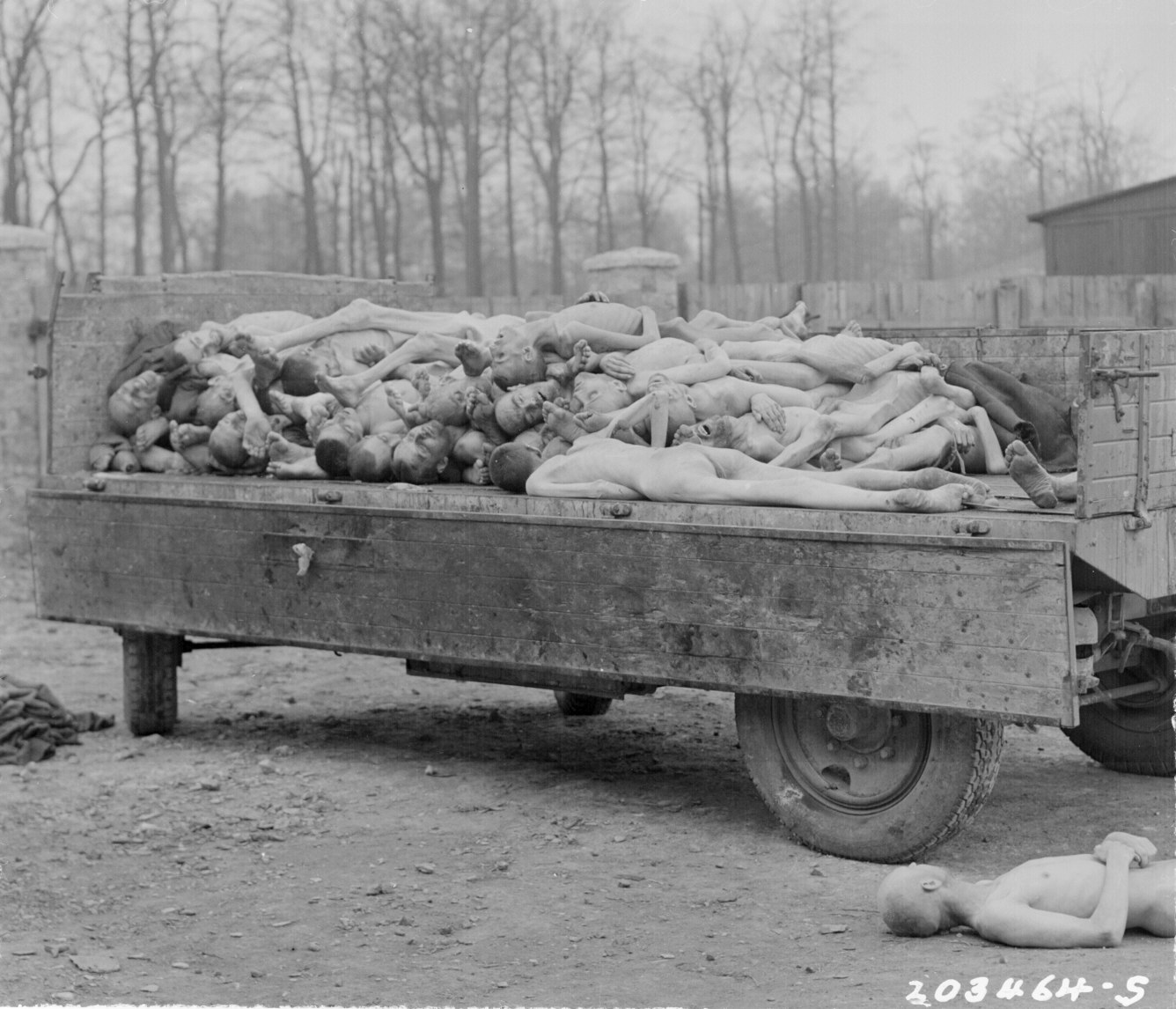
Отгрузка трупов

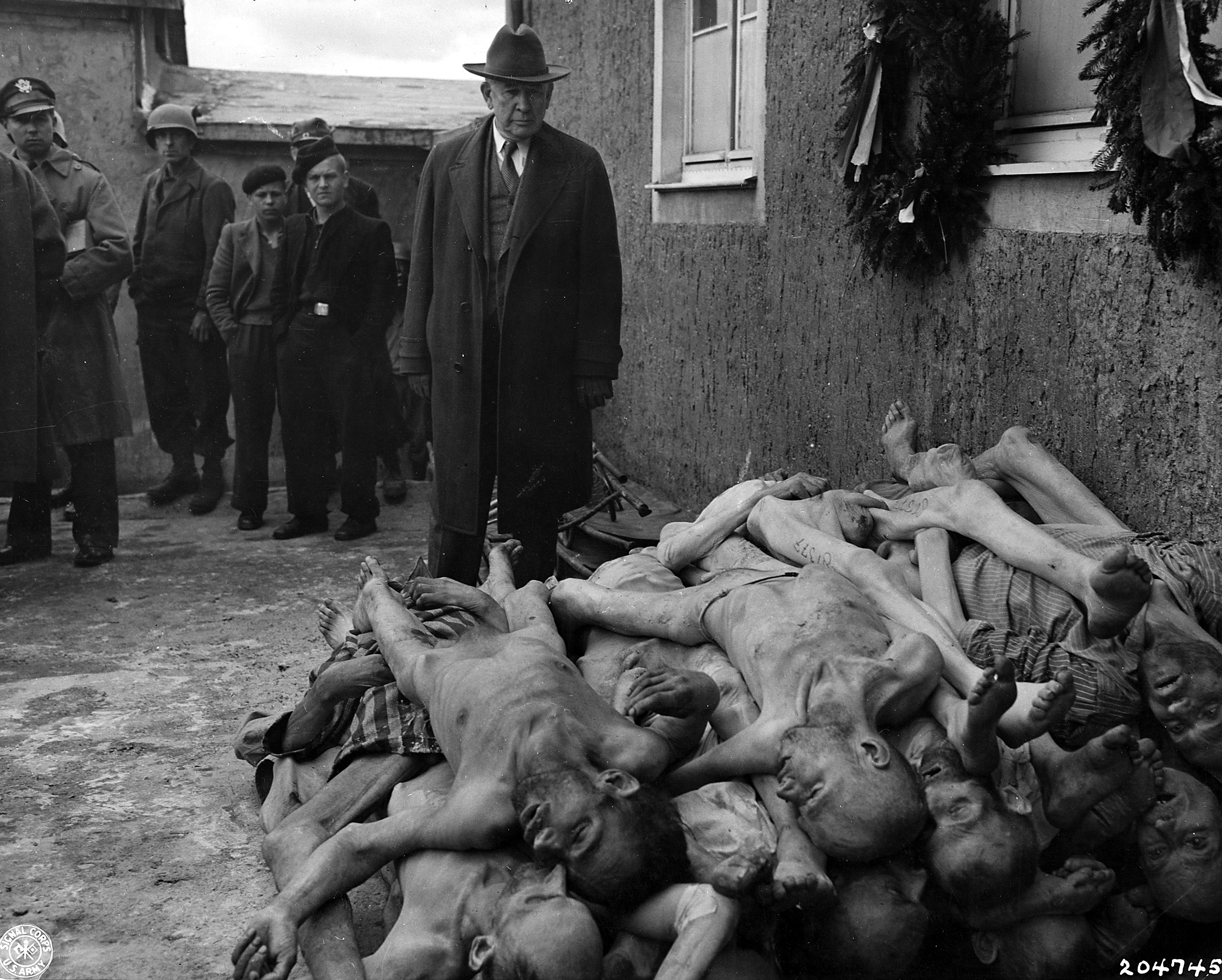
Американский сенатор Баркли осматривает лагерь после освобождения

- 1937 — 15 июля прибыли первые заключённые из концентрационного лагеря Заксенхаузен. В последующие недели были расформированы лагеря Заксенбург и Лихтенбург, а их узники, среди которых были политзаключённые, свидетели Иеговы, преступники, а также гомосексуальные мужчины, переведены в Бухенвальд. Комендантом лагеря был Карл Кох. 14 августа был повешен первый заключённый Бухенвальда. Им был рабочий из Альтоны, 23-летний Герман Кемпек[7].
- В феврале 1938 года под руководством Мартина Зоммера в так называемом «бункере» была создана камера пыток и помещение для расстрелов. 1 мая командование СС выделило среди заключённых категорию евреев. Заключённые лишаются обеда из-за мнимого воровства редиски из огорода лагеря. 4 июня рабочий Эмиль Баргатцкий повешен перед собравшимися заключёнными. Это было первым случаем публичной казни в немецком концлагере[8].
- Февраль 1939 — первая эпидемия тифа, в ноябре — эпидемия дизентерии. В конце 1939 года в лагере находятся 11 807 заключённых, 1235 из них умерли[9].
- 1940 — начало постройки крематория. 22 августа издан приказ об извлечении золотых зубов перед сжиганием трупов. С лета 1940 работает крематорий[10].
- В сентябре 1941 года вблизи лагеря расстреляны первые советские военнопленные. Позднее, западнее от лагеря, в конюшне СС, появилось расстрельное устройство. По приблизительным подсчётам, под руководством СС было расстреляно около 8000 советских военнопленных. Советские военнопленные не учитывались в статистике лагеря[11].
- 1942. В январе проводятся первые медицинские опыты над узниками. В конце года в лагере 9517 узников, каждый третий узник умер[12].
- 1943. Узники помещены в малый лагерь. В апреле в блоке 46 прошла 13-я волна медицинских опытов. Более половины подопытных умерли мучительной смертью. Недалеко от города Нордхаузен построен подземный рабочий лагерь Дора, в котором изготовлялись ракеты V2. В течение первых шести месяцев умерло 2900 узников. В конце года в лагере было 37 319 человек, из них 14 500 граждан СССР, 7500 поляков, 4700 французов и 4800 немцев и австрийцев. Почти половина из них находилась во внешних лагерях[13].
- 1944 Эрнст Тельман, председатель КПГ, расстрелян в здании крематория. 24 августа союзники бомбили оружейные предприятия и казармы СС. 2000 узников получили ранения, 388 погибли. В лагере Бухенвальд и его филиалах содержалось 63 048 мужчин и 24 210 женщин, а с учётом его 136 филиалов — 250 тысяч человек. Труд заключенных использовался на заводах Круппа, Флика, Тиссена, Сименса, «Даймлер-Бенц», «И. Г. Фарбениндустри» и других. В октябре-ноябре 1944 г. начали прибывать заключённые из концлагерей Латвии, прежде всего Кайзервальда и Дондангена. Всего их прибыло около двух тысяч[14]. Почти 200 пилотов, в основном американские, британские, канадские и были заключены в тюрьму[источник не указан 3581 день].
- В январе 1945 года прибывают тысячи евреев из польских концлагерей. Многие из них смертельно больны, сотни тел остаются безжизненно лежать в вагонах. В феврале Бухенвальд стал самым крупным концентрационным лагерем: в 88 филиалах концлагеря за колючей проволокой находились 112 000 узников[15].
- В лагере действовало подполье под руководством Интернационального комитета и Военного комитета. Создано 188 боевых групп: 56 советских, 23 немецких, 22 французских, 16 югославских, 14 польских, 9 испанских, 8 бельгийских, 5 итальянских, 5 австрийских и 7 интернациональных, остальные — в отдельных филиалах лагеря. Подпольщиками было собрано и изготовлено оружие: 1 ручной пулемёт, 97 карабинов и винтовок, 100 пистолетов, 107 самодельных гранат и 16 промышленного производства, 600 единиц холодного оружия, свыше 1000 факелов.[16]
- 8 апреля через смонтированный на дне мусорного ведра радиопередатчик подпольщики передали призыв о помощи к наступающим войскам союзников[17].
- 11 апреля в лагере началось вооружённое восстание. Узники обезоружили и захватили в плен 125 эсэсовцев и солдат охраны. Лагерь перешёл под управление подпольного комитета, состоявшего из узников разных национальностей, было распределено захваченное оружие, созданы подразделения и занята оборона (поскольку ожидалось прибытие в лагерь подразделений СС для уничтожения узников). Через несколько часов в освобождённый лагерь прибыли первые американские разведчики[18].
- 13 апреля в лагерь вошли американские войска.
- За последний год существования в лагере умерли 13 959 человек. Сотни истощённых узников умирают после освобождения лагеря. 16 апреля по приказу американского коменданта в лагерь приходят 1000 жителей Веймара, чтобы увидеть зверства нацистов.
- В общей сложности через лагерь прошли около четверти миллиона узников из всех европейских стран. Число жертв составляет около 56 000 человек[2].
- В июле-августе лагерь переходит в подчинение советского военного командования и НКВД в качестве спецлагеря для интернированных. Здесь создаётся так называемый «Спецлагерь № 2»[19], который проработал до 1950 года[20].

## Медицинские эксперименты
Над узниками проводилось множество медицинских опытов, в результате которых большинство умерли мучительной смертью. Заключённых инфицировали сыпным тифом, туберкулёзом и другими опасными заболеваниями для того, чтобы проверить действие вакцин против возбудителей этих болезней.
Сохранилась многочисленная лагерная документация по проведению гормональных опытов над гомосексуальными заключёнными, проводимые по секретному указу СС доктором Карлом Вернетом. В 1943 году Рейхсфюрер СС Генрих Гиммлер, узнав об исследованиях датского доктора Карла Вернета по «излечению гомосексуальности», приглашает его проводить исследования в Рейхе на базе Бухенвальда. Опыты на людях были начаты Вернетом в июле 1944 года. Сохранилась подробная документация о проведении им операций, в результате которых гомосексуальным мужчинам в паховую область вшивалась капсула с «мужским гормоном», которая должна была сделать из них гетеросексуалов.

## Интернациональный лагерный комитет
С поступлением новых политзаключённых из стран, оккупированных нацистами, антифашисты разных национальностей создавали группы сопротивления. Из этих групп был в июле 1943 года создан Интернациональный лагерный комитет (нем. Das Internationale Lagerkomitee), который под руководством коммуниста Вальтера Бартеля сопротивлялся нацистам. Комитет был основан в больничном бараке, там же проходили его тайные заседания. Позднее комитетом была организована Интернациональная военизированная организация (нем. Internationale Militärorganisation).

## Организованное сопротивление
В ходе длительной работы политзаключённым удалось занять некоторые ключевые позиции в управлении лагерем. Они влияли на статистику принудительных работ и защиту лагеря. Так, например, одного из самых стойких членов сопротивления, Альберта Кунца послали в лагерь Дора-Миттельбау, где производились ракеты Фау-2.
О сопротивлении узников Бухенвальда рассказывает повесть бывшего советского военнопленного Валентина Логунова «В подполье Бухенвальда», командира штурмового «каменного» батальона во время восстания, роман «Голый среди волков» немецкого писателя-коммуниста Бруно Апица, проведшего в концентрационном лагере Бухенвальд восемь лет. В своём романе Апиц описывает спасение еврейского ребёнка коммунистами в лагере, попутно рассказывая о героическом коммунистическом сопротивлении.

## Восстание и освобождение
В начале апреля 1945 года эсэсовцы вывезли из лагеря несколько тысяч евреев. Однако осуществить массовую эвакуацию заключённых, намеченную на 5 апреля 1945 года, нацистам не удалось. Заключённые отказывались выходить на построения, а старших по баракам прятали. В последние недели существования Бухенвальда интернациональная подпольная вооружённая организация заключённых готовила восстание, назначенное на 1 апреля, затем на 8 или 9 апреля.
4 апреля 1945 года части американской 6-й бронетанковой дивизии и 89-й пехотной дивизий освободили Ордруф, один из вспомогательных лагерей Бухенвальда. Это был первый нацистский лагерь, который освободили американские войска. В это время группа заключённых с помощью самодельного радиопередатчика пыталась выйти на связь с американскими или советскими войсками. Этим занимались польский заключённый Гвидон Дамазин, в прошлом инженер-радиолюбитель, и русский военнопленный Константин Леонов. В полночь 8 апреля им удалось передать радиограмму наступающей американской армии и получить ответ.
Текст радиограммы:
«Союзникам. Армии генерала Паттона. На связи концентрационный лагерь Бухенвальд. СОС. Просим о помощи. Они хотят нас эвакуировать. СС хотят нас уничтожить».
To the Allies. To the army of General Patton. This is the Buchenwald concentration camp. SOS. We request help. They want to evacuate us. The SS wants to destroy us.
Ответ пришёл через несколько минут после очередной передачи:
«Концлагерю Бухенвальд. Держитесь. Спешим к вам на помощь. Командование Третьей армии».
KZ Bu. Hold out. Rushing to your aid. Staff of Third Army.
Восстание началось 11 апреля штурмом сторожевых вышек. Восставшие действовали организованно, в составе заранее определённых подразделений, атакуя охрану одновременно в нескольких направлениях. Затем была захвачена комендатура, бывшие заключённые заняли круговую оборону. В тот же день в 15:15 в освобождённый лагерь вошли подразделения Третьей армии США. 11 апреля отмечается как Международный день освобождения узников фашистских концлагерей.
Из около 250 000 заключённых, прошедших через Бухенвальд со дня его основания, около 56 000 умерли или были убиты.
16 апреля американцы привели в лагерь жителей города Веймар с целью показать им лагерь и происходившее в нём для возможного будущего свидетельствования на международном процессе. Большинство из жителей заявляли, что ничего не знают об этом лагере.

## Функционирование лагеря в 1945—1950 в системе НКВД

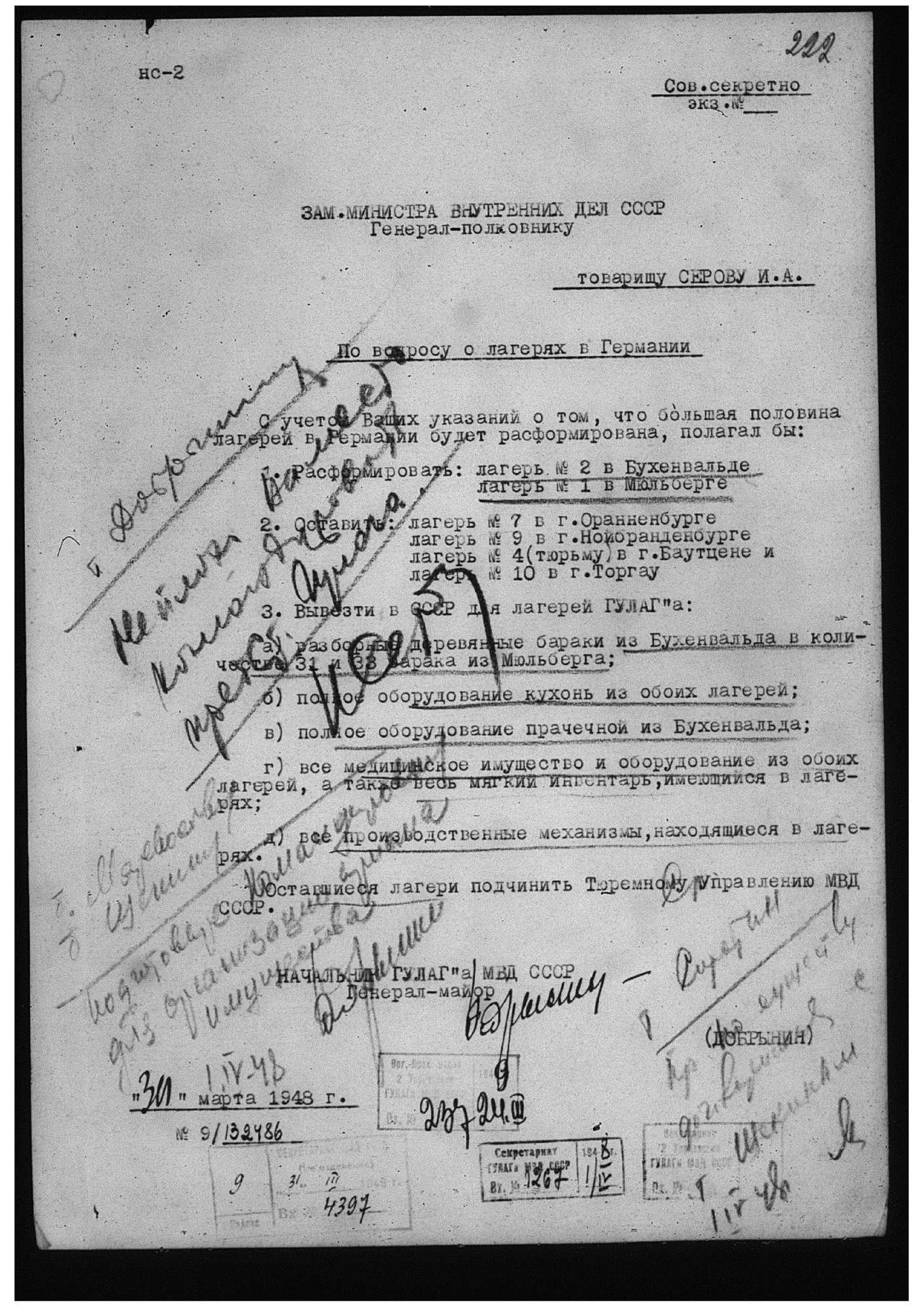
Письмо начальника ГУЛАГа об использовании имущества из Бухенвальда для лагерей ГУЛАГа в СССР, март 1948 года

В период 1945—1950 гг. лагерь использовался НКВД СССР в качестве спецлагеря для интернированных — «Специальный лагерь № 2». В Бухенвальде основной контингент составляли те, кто в своё время состоял в нацистских организациях, но занимавших действительно ответственные посты среди них было очень мало.
В 1948 году он был интегрирован в систему ГУЛАГа. Согласно советским архивным данным, в 1945—1950 гг. через лагерь прошло 28 455 заключённых, из них 7113 — умерли.

## Суды и приговоры
Процесс над сотрудниками концлагеря Бухенвальд проходил с 11 апреля по 14 августа 1947 года. Американский военный трибунал приговорил 22 подсудимых к смертной казни (для десяти она была заменена тюремным заключением), 5 к пожизненному тюремному заключению, 1 подсудимый получил 20 лет тюрьмы, двое получили по 15 лет и ещё один 10 лет. Все подсудимые, получившие тюремные сроки, были освобождены в 1950-е годы в ходе широкой амнистии, после чего некоторые из них были повторно привлечены к судебной ответственности. Рапортфюрер Герман Хакман в 1981 году был приговорён земельным судом Дюссельдорфа к 10 годам тюрьмы (за преступления, совершённые в другом концлагере — Майданеке), Вольфганг Отто в 1986 году был приговорён к 4 годам лишения свободы, однако позже этот приговор был изменён, и он был оправдан.
В 1953 году земельный суд Касселя приговорил к 8 годам тюремного заключения бывшего блокфюрера Генриха Эмде. Свидетели заявили, что он убил 21 человека.
11 июня 1953 года земельный суд Мюнхена приговорил бывшего врача концлагеря Вернера Кирхерта к 4,5 годам тюремного заключения. Он умер в 1987 году.
13 июня 1953 года суд Вальдсхута приговорил к 9 годам лишения свободы бывшего блокфюрера Йоханнеса Ениша. Он умер в 1965 году.
Летом 1958 года земельный суд Байройта приговорил к пожизненному тюремному заключению Мартина Зоммера. В 1971 году он был освобождён досрочно и умер в 1988 году.
Доктор Эрих Вагнер после войны попал в американский плен, из которого сбежал в 1948 году. Под чужим именем он занимался медицинской практикой в Ларе. В 1958 году он был разоблачён и арестован, после чего в 1959 году, находясь в предварительном заключении, покончил жизнь самоубийством.
Бывший шутцхафтлагерфюрер Эрих Густ скрывался под чужим именем. Он умер в 1992 году в Мелле.
Бывший сотрудник политического отдела Хуберт Леклер скрывался под именем Герберта Медера. В 1958 году он был разоблачён и привлечён к суду, но оправдан.
Доктор Генрих Плаза был заочно приговорён к смертной казни во Франции в 1954 году (за преступления, совершённые в концлагере Нацвейлер). Он проживал в ФРГ и занимался медицинской практикой в Перахе.

## Мемориал

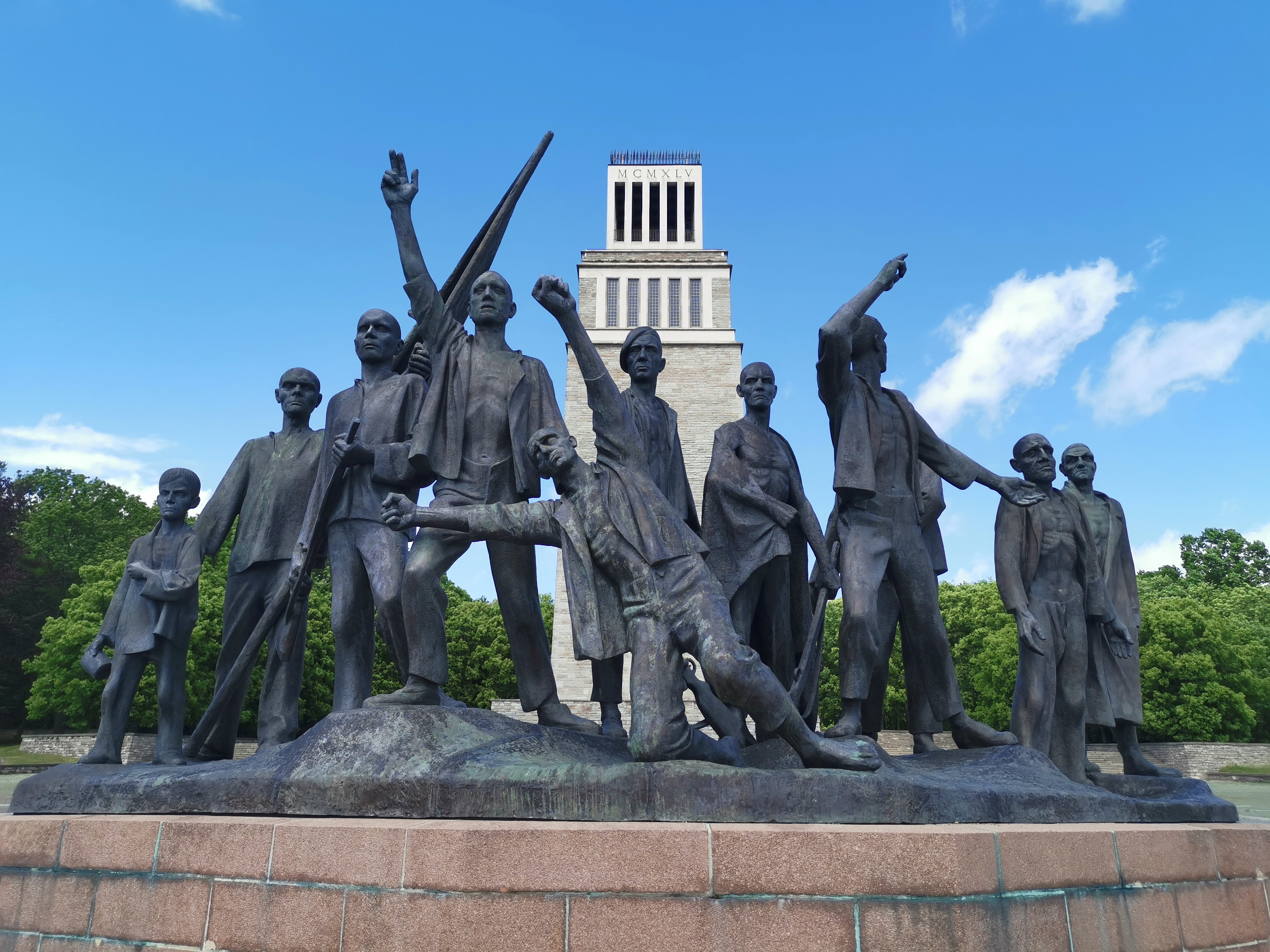
Памятник жертвам Бухенвальда

В 1951 году на территории бывшего лагеря была установлена мемориальная плита в память об участниках лагерного Сопротивления, а в 1958 году было принято решение об открытии в Бухенвальде национального мемориального комплекса.
На сегодняшний день от бараков остался только выложенный булыжником фундамент, который указывает на место, где были постройки. Около каждого — мемориальная надпись: «Барак № 14. Здесь содержались рома и синти», «Барак № … Здесь содержались подростки», «Барак № … Здесь содержались евреи» и т. д.
Создатели мемориального комплекса «Бухенвальд» сохранили здание крематория. В стены крематория вмонтированы таблички с именами на разных языках: это родственники погибших увековечили их память. Сохранились наблюдательные вышки и колючая проволока в несколько рядов, не тронуты ворота лагеря с надписью «Jedem das Seine» (нем. «Каждому своё»).

## Фотогалерея

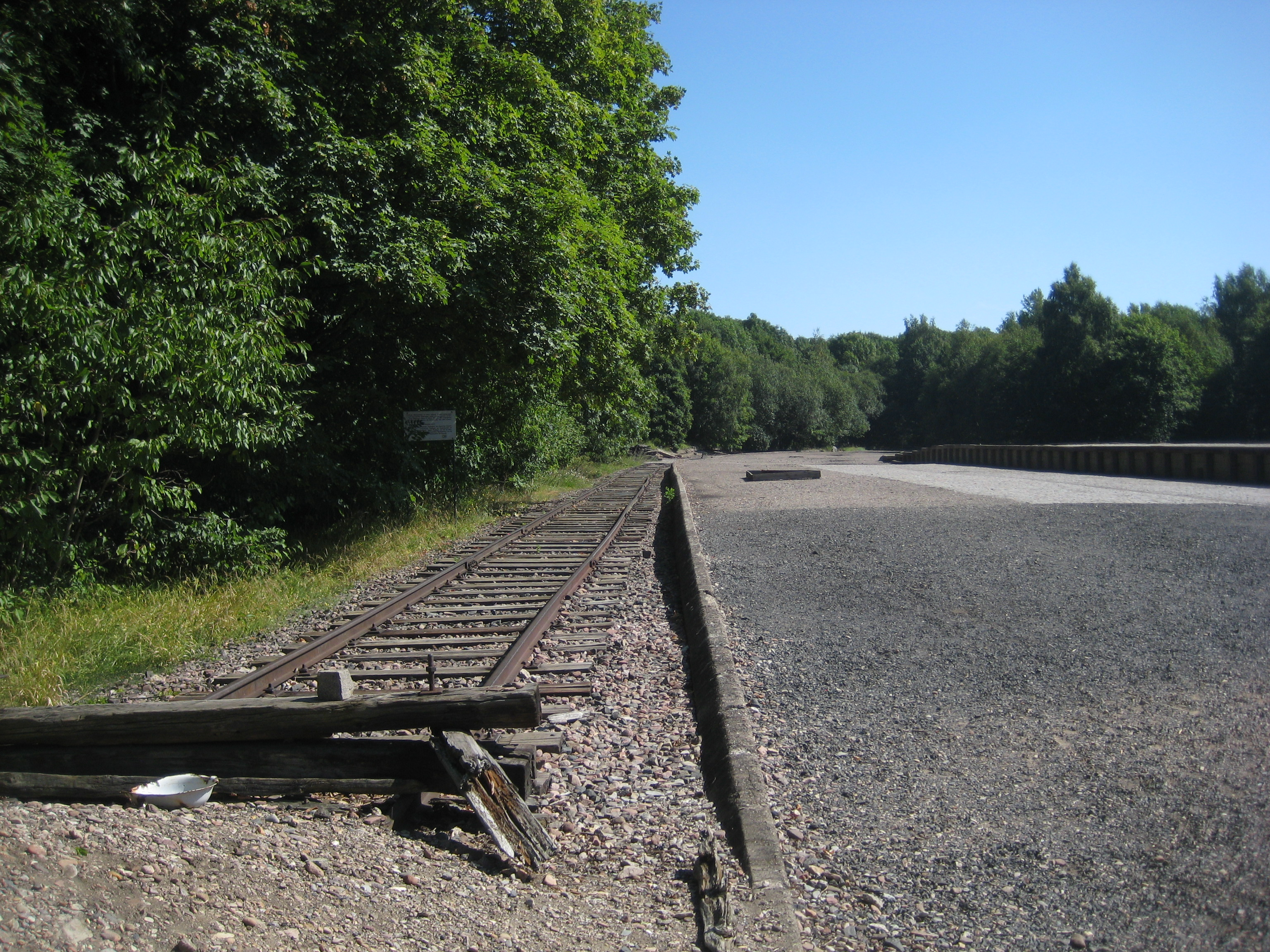
Ж/д станция Бухенвальд
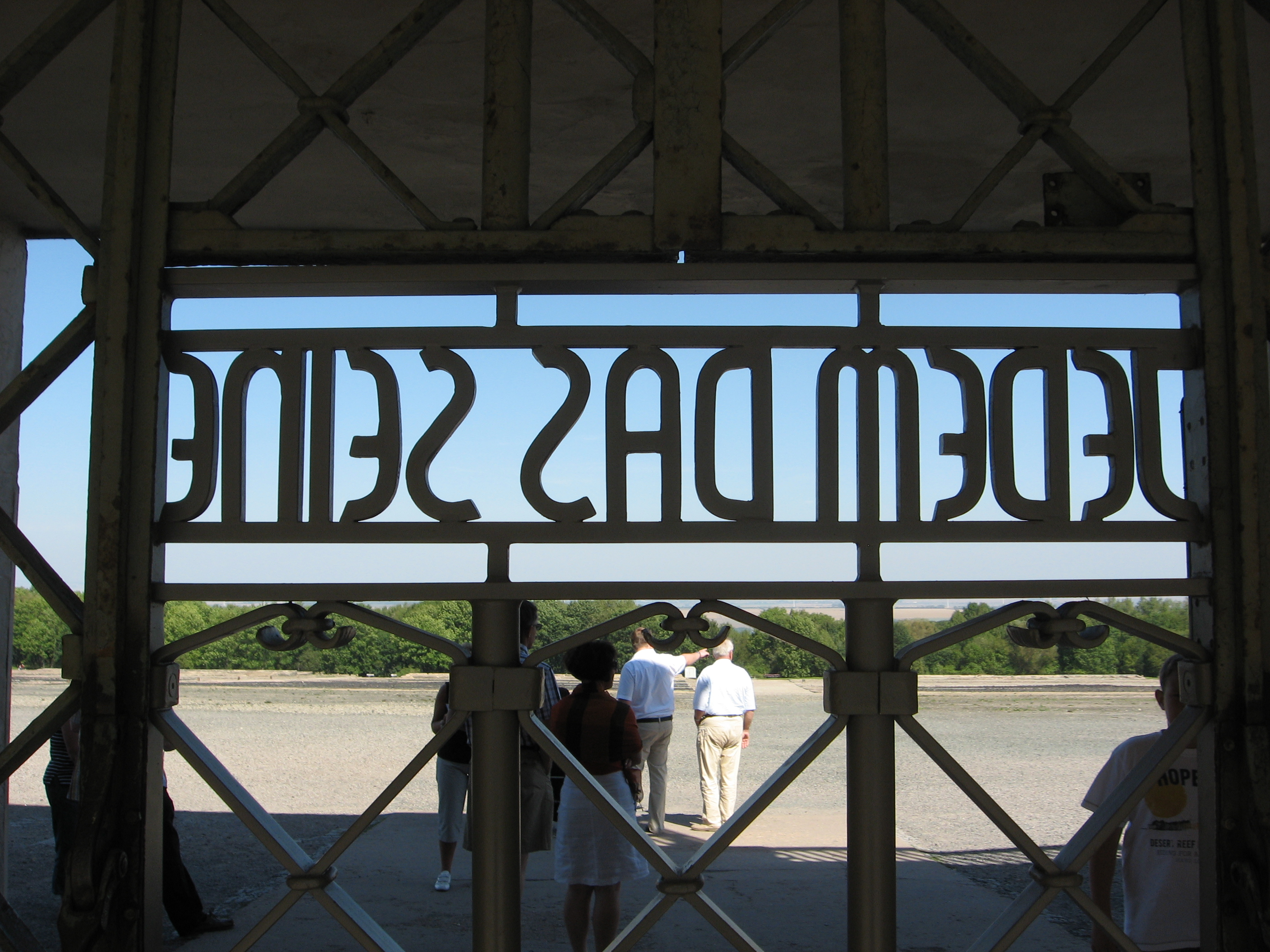
Надпись на главных воротах «Каждому своё»
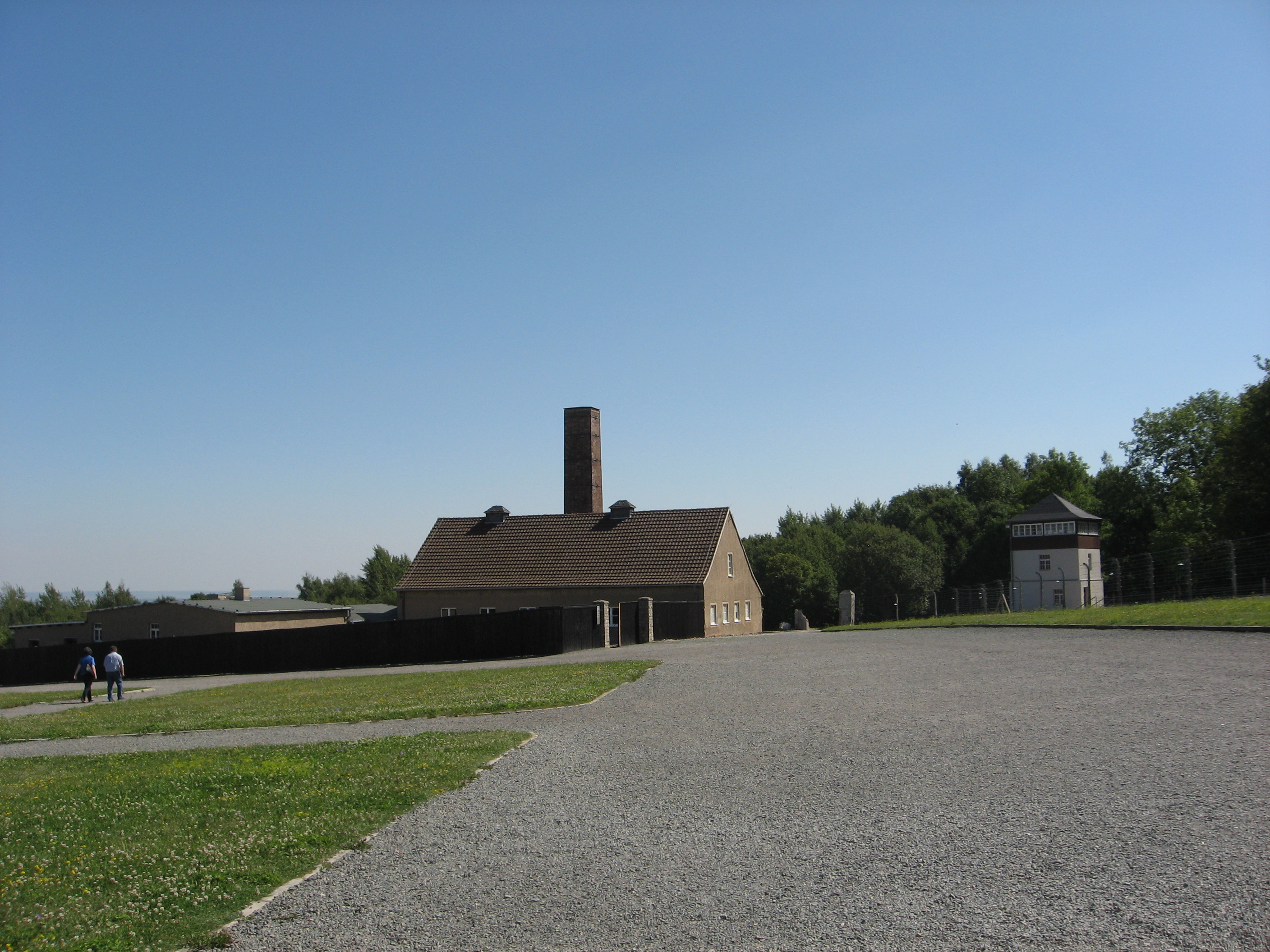
Крематорий Бухенвальда
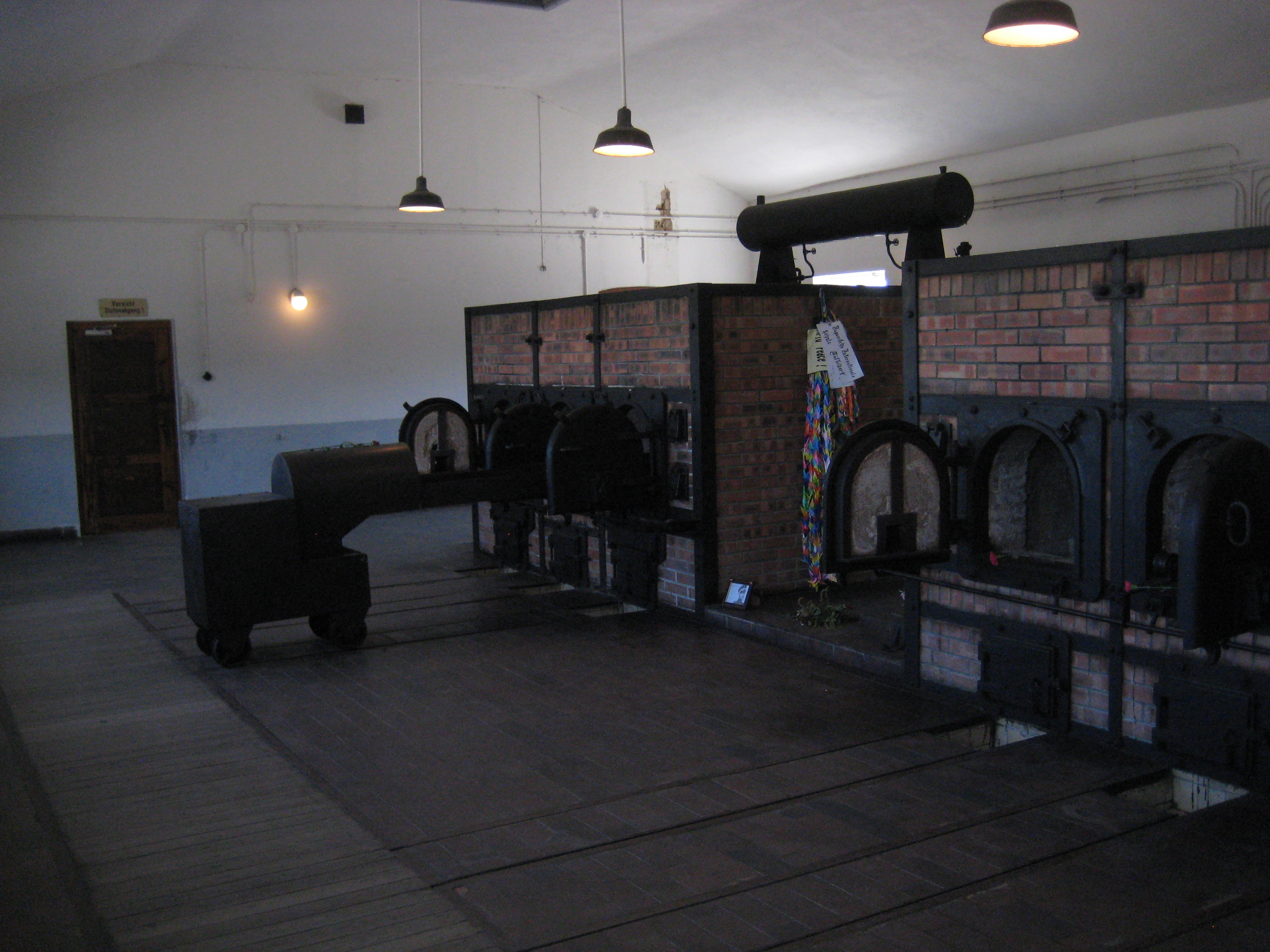
Печи крематория Бухенвальда